# Pokoutník štíhlý
Pokoutník štíhlý (Allagelena gracilens) je  druh pavouka z čeledi pokoutníkovití.

## Popis
Je to menší druh pokoutníka dorůstající délky těla 6–10 mm (bez zadečku 3–4,5 mm). Hlavohruď je protáhlá, hruškovitého tvaru a nese dva tmavší pruhy. Zadeček také užší, oválný s nevýraznou světlou kresbou. Zbarvení je světle hnědé až šedohnědé, nohy taktéž hnědé.

## Výskyt a způsob života
Tento palearktický druh je široce rozšířen v mírném pásmu Evropy a Asie, v Česku je taktéž hojný.
Obývá nížiny a teplejší oblasti; okraje světlých lesů, lesostepi, křovinaté stráně, parky i zahrady. Nalézt ho můžeme na keřích nebo vyšší vegetaci. Často si na živých plotech spřádá husté nálevkovité sítě, v jejichž ústí číhá na kořist. Dospělci se vyskytují nejčastěji od června do srpna.

## Možnost záměny
- Zaměnit ho lze s mladými jedinci ostatních pokoutníků, zejména za pokoutníka nálevkovitého (Agelena labyrinthica), ale ti mají hlavohruď spíše načervenalou a dospělci bývají výrazně menší.[2]